# Cola bracteata
Cola bracteata es una especie de árbol perteneciente a la familia de las malváceas.   Es  endémica de República Democrática del Congo.

## Descripción
Es un árbol perennifolio laxamente ramificado que alcanza los 3-10 m de altura; la corteza es de color gris plateado, marrón, formando escamas en las escalas como de papel fino, la corteza interna, fibrosa, de color crema pálido, la albura de color crema, el duramen oscuro; los tallos finales de 3-4 mm de espesor, gris, plateado, con numerosas crestas, tomentoso cuando son muy jóvenes, a menudo teniendo al final plantas epífitas y musgos. La lámina foliar angostamente elíptica a oblanceolada 7.5-24 cm de largo, 3-9.5 cm de ancho. Las inflorescencias se producen por debajo de las hojas, con fascículos de 1-20 flores simples por axila, pocas abiertas al mismo tiempo. Las flores de color crema, con tintes rosados, a veces amarillo o naranja. Frutas con folículos irregularmente largos elipsoide a ligeramente obovoides, de 4-10 cm de largo, 2 cm de ancho, con semillas esféricas a elipsoidales, 1-1.3 cm de largo.

## Sinonimia
- Cola congolana De Wild. & T.Durand var. congolana
- Cola congolana De Wild. & T.Durand[2]